# Надпись (элемент интерфейса программ)

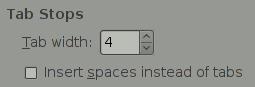
Метки используются для пояснения назначения счётчика, а также информируют о заголовке категории.

Надпись или текст, а также метка (англ. label) — элемент пользовательского интерфейса, который отображает текст на форме окна. В некоторых вариантах разрешён текст длиной не более 255 символов. 
Как правило, надписи используются  для пояснений каких-либо текстовых полей, бегунков и прочих виджетов. Обычно это статический элемент (static control), без всякой интерактивности. В некоторых вариантах надписи могут реагировать на события, например, на щелчок мыши, или позволяют скопировать текст в буфер обмена, но все подобные методы не являются стандартными методами в практике создания пользовательского интерфейса. В большинстве оконных систем надписи не могут получать фокус ввода, хотя в приложениях, написанных на языке программирования Java с помощью инструментов Swing, это всё-таки возможно.
Также существуют и аналогичные элементы управления, известные как надписи-ссылки. В отличие от стандартных надписей, ссылки выглядят и работают как гиперссылки, могут быть выделены и активированы. Подобные контролеры имеют гораздо больше свойств, чем их «собратья», к примеру, смена цвета при щелчке или наведении курсора мыши над ними.